# Pologne au Concours Eurovision de la chanson 2016
La Pologne a annoncé sa participation au Concours Eurovision de la chanson 2016 à Stockholm, en Suède, le 10 octobre 2015. Le pays est représenté par Michał Szpak et sa chanson Color of Your Life, sélectionnés via l'émission Krajowe Eliminacje 2016.

## Processus de sélection

### Sélection interne
TVP annonça, en octobre 2015, que la sélection du représentant polonais pour le concours serait effectuée en interne, et la chanson présentée en février 2016. Cependant, TVP annonça le 26 janvier 2016 que la Pologne organiserait finalement une finale nationale, la première fois depuis 2011, qui a lieu le 5 mars 2016.

### Krajowe Eliminacje 2016
Krajowe Eliminacje 2016 est le processus de sélection utilisé afin de sélectionner le représentant polonais. Cette finale nationale aura lieu le 5 mars 2016 à Varsovie. Le télévote sera utilisé pour déterminer le vainqueur de cette sélection. TVP lança une fenêtre de soumissions pour les artistes voulant proposer leurs chansons, entre le 28 janvier et le 8 février 2016. Le comité de sélection choisira 15 chansons pour participer à cette finale nationale. Les chansons sélectionnées seront annoncées le 16 février 2016.

#### Chansons
9 chansons furent annoncées le 16 février 2016 afin de prendre part à cette finale nationale. Elles se présentent dans le tableau ci-dessous :
| Ordre | Artiste               | Chanson            | Traduction        | Télévote | Place |
| ----- | --------------------- | ------------------ | ----------------- | -------- | ----- |
| 1     | Taraka                | In the Rain        | Dans la pluie     | 2.26 %   | 7     |
| 2     | Napoli                | My Universe        | Mon univers       | 0.59 %   | 9     |
| 3     | Natalia Szroeder      | Lustra             | Miroirs           | 4.20 %   | 5     |
| 4     | Dorota Osińska        | Universal          | Universel         | 8.71 %   | 4     |
| 5     | Kasia Moś             | Addiction          | -                 | 3.39 %   | 6     |
| 6     | Aleksandra Gintrowska | Missing            | Manquant          | 1.74 %   | 8     |
| 7     | Michał Szpak          | Color of Your Life | Couleur de ta vie | 35.89 %  | 1     |
| 8     | Margaret              | Cool Me Down       | Calme-moi         | 24.72 %  | 2     |
| 9     | Edyta Górniak         | Grateful           | Reconnaissant     | 18.49 %  | 3     |

## À l'Eurovision
La Pologne a participé à la seconde demi-finale, le 12 mai 2016. Décrochant la 6e place avec 151 points, le pays se qualifie pour la finale. Lors de cette dernière, la Pologne termine 8e avec 229 points. Terminant 25e et avant-dernier du vote des jurys avec seulement 7 points mais 3e du télévote avec 222 points, le pays est sujet du plus grand désaccord entre les jurys et le télévote de l'année avec 22 places de différence.